# Mi madrina
Mi madrina es la novela más corta y la última de las cuatro que escribió el autor costarricense Carlos Luis Fallas Sibaja (Calufa,1909-1966) , conocido también por su labor política. 
Concluida por el autor el 5 de abril de 1950, fue publicada cuatro años más tarde en la imprenta Falcó de San José, en un mismo volumen con los relatos Barreteros y El taller. Apareció por primera vez con solo el texto de Mi madrina en 1967, en la Editorial Costa Rica.

## Contexto
Esta obra es quizás la menos popular del breve repertorio de Fallas y de la que su propio escritor hacía muy poca referencia. Sus otras novelas, por orden de impacto y reputación internacional son: Mamita Yunai (1941), Gentes y gentecillas (1947) y por último, su célebre libro de aventuras infantiles, Marcos Ramírez (1952).  
Las dos primeras citadas colocaron al autor entre los más consagrados escritores en América en el género de la novela de protesta social.  Por el contrario, debido a su estructura, lenguaje y tipo de personajes, Mi madrina pertenece a un género literario costumbrista, dentro del subgénero del "cuadro de costumbres", básicamente dirigido a un público costarricense.
En esta pequeña novela, de diez capítulos sin nombre ni numeración, la trama se desarrolla en una pobre y despoblada comunidad rural de las afueras de la ciudad de Alajuela, un ambiente bastante conocido por el propio Fallas, en donde el habla popular le confiere a su creación mucha autenticidad, gracia y picardía. Calufa tuvo el acierto de utilizar el estilo coloquial y la sensibilidad típica del campesino de esos años.  
La impresión de hallarse ante un pueblo alajuelense auténtico y con situaciones que podían haber sido verídicas en la mitad del siglo XX, tiene un fuerte carácter personal, con vivencias particulares del autor, desde donde ideó los personajes que aparecen en su obra. 
Las palabras de Calufa en su prólogo autobiográfico confirman que el niño Juan Ramón de esta novela pudo haber sido él mismo en su niñez: “Nací el 21 de enero de 1909, en un barrio humilde de la ciudad de Alajuela en 1909. Por parte de mi madre, soy de extracción campesina…”. Fallas se crio en el hogar pobre de su padrastro, un oficial de zapatería, con seis medio hermanas menores. 
Su misma biografía, es un ejemplo de superación, y eso lo plasmó en sus novelas, llenas de mucho sentimiento, donde hasta las personas más pobres son felices con lo poco que tienen, y son capaces de lograr muchas metas positivas.

## Argumento
El argumento de Mi madrina gira en torno a la vida de un niño llamado Juan Ramón Artavia, que mediante una narración llana, minuciosa y clara (en primera persona como un narrador autodiegético o un narrador protagonista), relata su  entorno de hábitat de pobreza, en particular el que refiere a su relación con su severa y anciana madrina, doña Encarnación Salguero. 
La historia se puede dividir en dos partes, claramente definidas. La primera y más corta, narra de una forma más detallada la relación del niño protagonista con su madrina, sus penurias económicas y su buen trato con sus vecinos. La vida transcurre tranquila y hasta monótona en medio de sus serias limitaciones económicas. La pobreza y la falta de ingresos familiares ocurren casi a diario, hasta que doña Encarnación se hace accidentalmente famosa por su habilidad para curar problemas sentimentales. Los protagonistas son incompredidos y atacados verbal e injustamente por los vecinos y el padre de la iglesia, acusando a doña Encarnación de bruja. Esta hostiliad los hace que se aíslen de su comunidad.
Debido a una buena oferta económica y en busca de un mejor futuro, la madrina vende su casa y  se traslada con el niño a otra vivienda, algo más cerca de la ciudad de Alajuela. Allí se sienten más cómodos y menos rechazados, a pesar de que siguen interactuando poco con su vecindario.
En la segunda mitad de la novela, los acontecimientos ocurren de una forma más acelerada y se cumplen los cinco años de la primaria del infante. Debido a la mala fama de doña Encarnación, la trama adquiere mayor intensidad y dramatismo. La madrina prácticamente desaparece de escena en gran parte del argumento, y surgen en su lugar (de una forma casi omnipresente) el barbero del pueblo, Crisanto Soto y su familia.
Crisanto es un barbero torpe y descuidado, antiguo policía y asesino involuntario de un reaccionario que se sublevó contra el gobierno. Tiene muchos problemas intrafamiliares y de alcoholismo, que trascienden hacia sus vecinos. Sin embargo, es el único amigo de Juan Ramón, y ambos tienen una estrecha relación a pesar de la conducta errática de Crisanto.
Luego de un ingreso fallido del niño para ingresar a la escuela local, fue incluido hasta el año siguiente en la Escuela de Varones de Alajuela, donde pronto hace gran amistad con el director Rafael Solano. Debido a su aplicación para el estudio y la lectura, con ello se gana la admiración tanto de Solano como de los demás alumnos y conocidos, en una época en que la tasa de analfabetismo era muy alta.
La novela concluye con la muerte de tres personajes de una forma consecutiva. El amado perro Canelo, inseparable compañía de Juan Ramón, es envenenado por Fidelina, esposa del barbero que le culpa de la muerte de unas gallinas. Luego fallece Crisanto, aparentemente por su exceso de licor mientras trabajaba en Limón, y su cuerpo terriblemente hinchado fue enviado hasta Alajuela en tren. Por último, la adorada madrina del niño, luego de una larga enfermedad, muere de un problema cardíaco mientras dormía. La custodia y la tutela para el estudio de Juan Ramón recaen entonces en el director de la escuela, quien le ofrece vivir en su hogar. Como herencia, doña Encarnación le deja tres mil pesos y la casa donde vivían ambos.

## Personajes
Los personajes principales se detallan a continuación:
- Juan Ramón Artavia: inicialmente un niño de 8 años y medio, su relato finaliza a la edad de 13 años. Algo tímido e introvertido, es incapaz de tener mayor malicia. Se caracteriza por su agudeza e inteligencia, le gusta leer e instruirse. La severidad y las limitaciones con las que fue criado por su madrina le confieren su honradez y disciplina para el estudio. No tiene relación con los otros niños de su edad. Su narración, en primera persona, es clara y minuciosa en todos los detalles físicos de las personas y lugares que observa.

- Encarnación Salguero, ña Chon: la madrina de Juan Ramón, de edad no precisada. Anciana rígida y de pocas palabras, tiene un gran corazón. Quiere todo para su ahijado, y todo lo que realiza lo hace para sacarlo adelante.

- Doña Mercedes: la mejor amiga de Encarnación. Anciana bondadosa y afable, siempre dispuesto a ayudarlos y a quien Ña Chon recurre en busca de consejo.

- Crisanto Soto: es el tercer protagonista de la novela. Alcohólico, de apariencia y comportamiento simple y torpe, le gusta figurar ante los demás. Tiene gran amistad con Juan Ramón.

- Fidelina Bravo: esposa de Crisanto, es una mujer neurótica, chismosa y propensa a agredir a los demás en público.

- Rosaura Soto: hija de Crisanto y Fidelina, tiene 14 años. De carácter rebelde, producto de un hogar disfuncional, abandonó los estudios y tiene aventuras con otros chicos del pueblo a escondidas de sus padres.

- El padre Carlos: sacerdote sombrío y alejado de su credo, Doña Mercedes cuenta sus andadas en San José y se insinúa que embarazó a la hija de Crisanto, Rosaura. Este personaje sirve a  Carlos Luis Fallas para lanzar una aguda y directa crítica a los que dirigen la iglesia católica.

- Rafael Solano: director de la escuela del pueblo, promueve el hábito por el estudio y la lectura de Juan Ramón, a manera de tutor. Al final de la novela, ante la muerte de la madrina, se hace cargo del niño y de su enseñanza.

- Bernardo:  mendigo discapacitado, tiene unos 45 años y es gran amigo de Juan Ramón y su madrina. Al igual que Cristina, su hermana muda,  representa una clase social desprotegida y dependiente de la caridad de los demás.

- Cristina: muda sobrina de Bernardo.

- Canelo: Perro de Juan Ramón y el cual es muy importante para él y su madrina.